# Symphonie no 6 de Hanson
Pour les articles homonymes, voir Symphonie no 6.
La Symphonie no 6 est une symphonie composée par Howard Hanson en 1967.
En 1967 était célébré le 185e anniversaire de l'Orchestre philharmonique de New York alors dirigé par Leonard Bernstein. Bien que la musique romantique n'était déjà plus de la mode, l'orchestre a demandé à Hanson de composer une œuvre symphonique.
Hanson était d'origine suédoise et son écriture rappelle par certains aspects à la musique de Jean Sibelius. Sa symphonie no 1 était déjà sous-titrée « nordique ». Cependant les influences américaines sont aussi perceptibles. C'est sa composition la plus percutante, qui la rapproche du style d'Aaron Copland.

## Structure
Hanson a choisi une structure remarquable. La symphonie comprend six parties, donc très différente de la structure en quatre mouvement commune aux œuvres romantiques. Ces six mouvement sont:
1. Andante
2. Allegro scherzando
3. Adagio
4. Allegro assai
5. Adagio
6. Allegro.

L'interprétation demande environ 20 minutes.